# Heinrich Mentzel

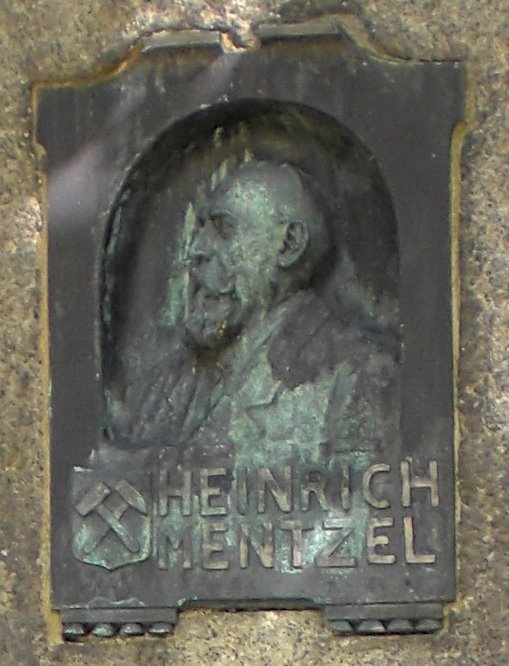
Heinrich Mentzel

Heinrich Karl Friedrich Wilhelm Mentzel (* 14. Juli 1838; † 23. Februar 1901 in Schönebeck (Elbe)) war ein deutscher Bergbeamter und Salzamtsdirektor der Saline Schönebeck.

## Leben
Im Jahr 1883 übernahm Mentzel das Amt des Salzamtsdirektors der Saline Schönebeck, welches er bis zu seinem Lebensende innehatte. Besondere Bedeutung erlangte er durch die Entwicklung des Dampf-Trommel-Trockenapparats zur Trocknung des Siedesalzes, durch welchen eine deutlich bessere Ausnutzung des Salzes möglich war. Der Apparat wurde 1884 eingeführt. Das Patent für die Erfindung erhielt Mentzel am 10. Juli 1895. Im 1890 eingerichteten Schönebecker Salzschacht führte er das Spritzverfahren zur Solegewinnung ein.
Große Verdienste erwarb er sich auch für den Kurbetrieb von Bad Salzelmen, wo sich die Saline befand. Er erweiterte die Anlage des Kurparks in Richtung Bierer Berg.

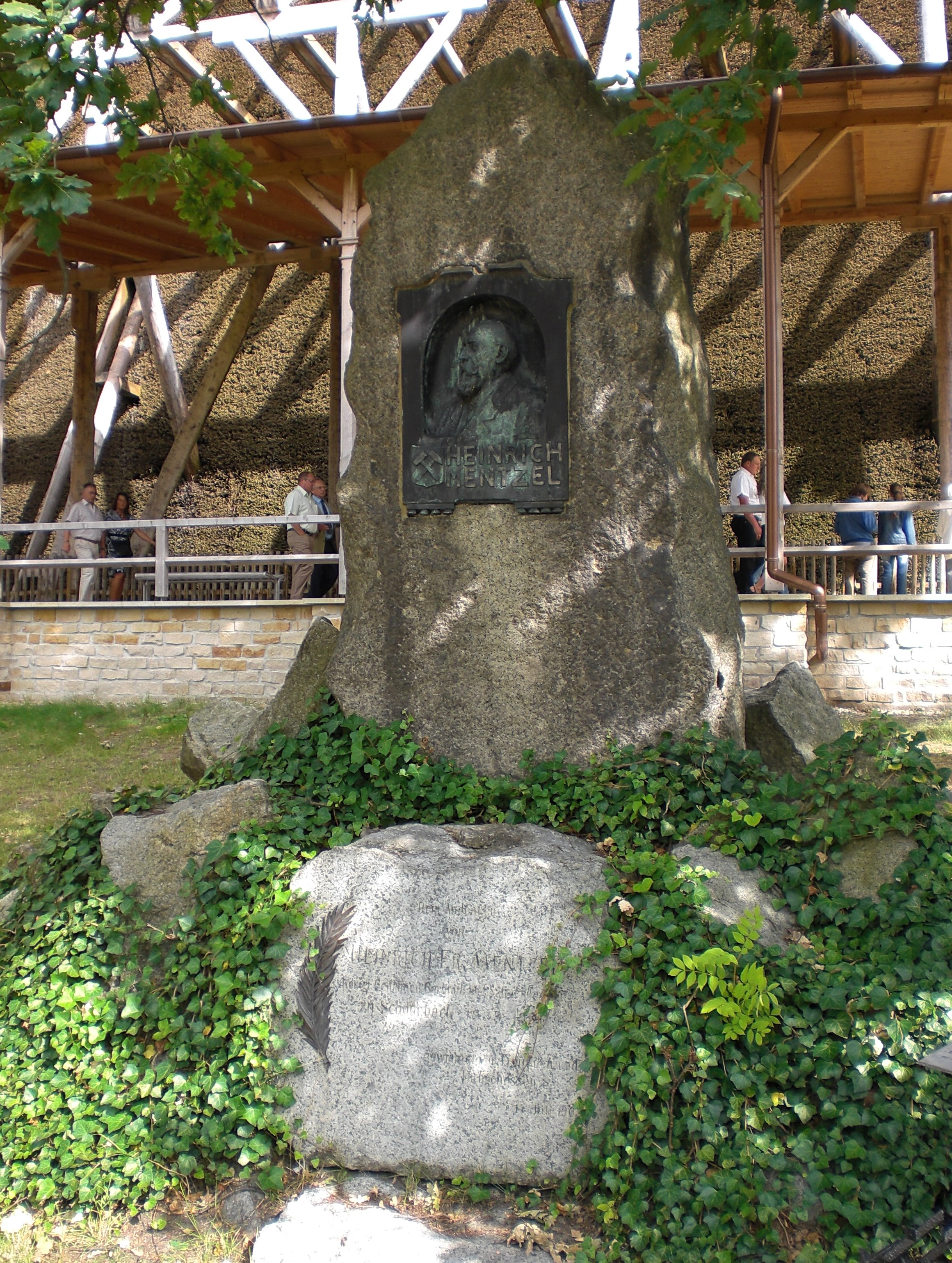
Gedenkstein im Kurpark

## Ehrungen
Nach seinem Tod wurde ihm im Jahr 1902 im Kurpark Bad Salzelmen ein Gedenkstein gesetzt, der sich noch heute dort befindet. Später wurde der Gedenkstein um eine Tafel ergänzt, die die Leistungen Mentzels erläutert.